# Thirteen (Alton Towers)
Thirteen (oft auch TH13TEEN geschrieben) in Alton Towers (Alton, Staffordshire, Vereinigtes Königreich) ist eine Familien-Stahlachterbahn vom Modell Multi Dimension Coaster des Herstellers Intamin, die am 20. März 2010 eröffnet wurde. Sie wurde an der Stelle errichtet, an der sich zuvor die Achterbahn Corkscrew befand.
Die Designer Candy Holland von Merlin Studios und John Wardley setzten beim Design auf einige Effekte und Elemente, welche psychologische Angst beim Fahrgast erzeugen sollen. Dadurch kreierten sie auch den Namen „Psychoaster“. Thirteen wurde deshalb im Vorfeld der Eröffnung vom Park als „angsterregendste Achterbahn der Welt“ („scariest rollercoaster in the world“) beworben. Im Zuge des Baus der Bahn wurde der bisherige Themenbereich „Ug-Land“ umgestaltet zum „Dark Forest“ (Dunkler Wald). Die bestehenden Verkaufsgeschäfte wurden mit dunkleren Farben gestrichen und mit künstlichen Wurzeln, die aus dem Boden gewachsen zu sein scheinen, dekoriert. Die Abschuss-Achterbahn „Rita – Queen of Speed“ wurde umbenannt in „Rita“ und auch deren Station und Züge wurden entsprechend umgestaltet. Für Bau und Gestaltung investierte der Park etwa 15 Mio. Pfund.
Das Thema des „Dark Forest“ setzt sich im Wartebereich und in der Station von Thirteen fort. Die Station ist schummrig beleuchtet und düstere Musik soll die Besucher auf die Fahrt einstimmen. Die Züge haben 5 Wagen für je 4 Personen in zwei Reihen, die Fahrgäste sind durch Schoßbügel gesichert.
Nach Verlassen der Station fahren die Züge eine kleine Abfahrt hinunter in eine Linkskurve. Es folgt der eine Höhe von 20 m erreichende Lifthill mit Reibradantrieb. An den Lifthill schließt sich ein steiler First Drop an. Es folgen einige kleine Airtime-Hügel (Bunnyhops) und Kurven durch ein bewaldetes Gelände, bevor der Zug in einem Gebäude im Dunkeln zum Stehen kommt. Die Schiene sackt vertikal einige Meter in einem als Gruft gestalteten Raum nach unten. Nach dem Fall wird der Zug rückwärts durch einen dunklen Tunnel beschleunigt. Nach einem weiteren Stopp wieder im Freien fährt der Zug nach einer Fahrtdauer von etwa zwei Minuten vorwärts zurück in die Station.